# 青岛公交412路线
青岛公交412路线，是青岛市胶州湾东岸城区的一条公交线。该路线自2015年1月13日开通运营，途经市南区和市北区，是青岛首条“学雷锋便民线”。受中山路改造影响，该线于2023年10月8日起停运。

## 走向
412路线是团岛站经晓港名城站返回团岛站的环行线，但实际为上下行路线大体对称的往返线（但副站不清客）。下面按照团岛站至晓港名城站的往返线进行表示。
- 下行：途经四川路、西藏路、云南路、磁山路、单县路、郓城南路、贵州路、西陵峽一路、西陵峽路、太平路、中山路、小港一路、小港二路。
- 上行：途经小港二路、邱县路、长安路、新疆路、冠县路、小港一路、济南路、河南路、曲阜路、中山路、广西路、费县路、广州路、单县路、朝城路、郓城南路、单县路、磁山路、云南路、西藏路、四川路。[參⁠ 3][參⁠ 5][參⁠ 4][參⁠ 2]

## 停车站点
本路线共设置18个停车站点，是团岛站经晓港名城站返回团岛站的环行线，但实际为上下行路线大体对称的往返线（但副站不清客）。下表按照团岛站至新疆路站的往返线进行表示。
| 序号 | 站名           | 下行                          | 下行              | 上行                                | 上行              | 换乘地铁       | 备注     |
| 序号 | 站名           | 停车                          | 站位              | 停车                                | 站位              | 换乘地铁       | 备注     |
| ---- | -------------- | ----------------------------- | ----------------- | ----------------------------------- | ----------------- | -------------- | -------- |
| 1    | 团岛站         | 向下箭头图形 · 公共汽车的图形 | 四川路/磁山路     | 向上箭头图形 · 公共汽车的图形       | 四川路/台西纬四路 | 贵州路站（1）  |          |
| 2    | 二十四中站     | 向下箭头图形 · 公共汽车的图形 | 郓城南路/西藏路   | 向上箭头图形 · 公共汽车的图形       | 西藏路/濮县路     | 西镇站（1）    |          |
| 3    | 云南路站       | 向下箭头图形 · 公共汽车的图形 | 云南路/磁山路     | 向上箭头图形 · 公共汽车的图形       | 云南路/磁山路     |                |          |
| 4    | 郓城南路站     | 向下箭头图形 · 公共汽车的图形 | 郓城南路/南阳路   | 向上箭头图形 · 公共汽车的图形       | 单县路/郓城南路   |                |          |
| 5    | 西康支路站     | 向下箭头图形 · 公共汽车的图形 | 贵州路/郓城南路   | 向上箭头图形 · 公共汽车的图形       | 贵州路/西康支路   |                |          |
| 6    | 青岛十二中站   | 向下箭头图形 · 公共汽车的图形 | 贵州路/西陵峡二路 | 向上箭头图形 · 公共汽车的图形       | 贵州路/朝城路     |                |          |
| 7    | 西陵峡路火车站 | 向下箭头图形 · 公共汽车的图形 | 西陵峡路/太平路   |                                     |                   | 青岛站（1、3） |          |
| 8    | 广州路火车站   |                               |                   | 向上箭头图形 · 公共汽车的图形       | 广州路/费县路     | 青岛站（1、3） |          |
| 9    | 广西路火车站   |                               |                   | 向上箭头图形 · 公共汽车的图形       | 广西路/蒙阴路     | 青岛站（1、3） |          |
| 10   | 栈桥站         | 向下箭头图形 · 公共汽车的图形 | 中山路/湖南路     | 向上箭头图形 · 公共汽车的图形       | 中山路/湖南路     |                |          |
| 11   | 中国剧院站     | 向下箭头图形 · 公共汽车的图形 | 中山路/德县路     |                                     |                   |                | 单向站   |
| 12   | 大沽路站       |                               |                   | 向上箭头图形 · 公共汽车的图形       | 河南路/保定路     |                |          |
| 13   | 冠县路站       | 向下箭头图形 · 公共汽车的图形 | 小港一路/冠县路   |                                     |                   |                | 单向站   |
| 14   | 济南路大窑沟站 |                               |                   | 向上箭头图形 · 公共汽车的图形       | 济南路/潍县路     | 中山路站（1）  |          |
| 15   | 小港一路站     | 向下箭头图形 · 公共汽车的图形 | 小港一路/朝阳路   |                                     |                   |                | 单向站   |
| 16   | 小港站         |                               |                   | 向上箭头图形 · 公共汽车的图形       | 冠县路/小港一路   |                | 单向站   |
| 17   | 晓港名城站     | 向下箭头图形 · 公共汽车的图形 | 小港二路/惠民路   |                                     |                   |                | 中途副站 |
| 18   | 新疆路站       | 向下右拐弯箭头图形            |                   | 向右上拐弯箭头图形 · 公共汽车的图形 | 小港二路/邱县路   |                | 单向站   |

## 运营时间
以下均为当地时间（UTC+8）为准。
- 团岛站（主站）：6:00-20:30
- 晓港名城站（中途副站）：6:20-20:50

## 票制票价
本路线车辆均为普通车，无人售票一票制。每人次投币CNY￥1。